# Шипинцы
Ши́пинцы (укр. Шипинці) — село в Кицманской городской общине Черновицкого района Черновицкой области Украины. С конца XIII до середины XV века здесь располагался центр так наз. Шипинской земли. Тогда посёлок славился своими ярмарками по продаже скота.
Население на 2014 год составляло 3067 человек. Почтовый индекс — 59341. Телефонный код — 3736. Занимает площадь  км². Код КОАТУУ — 7322589001.
До 2020 года входило в Кицманский район